# Gobio
Gobio ist eine Gattung kleinwüchsiger Karpfenfische. Die fast 40 validen Arten bewohnen hauptsächlich klare Fließgewässer in Europa und Asien. Zwei Arten, der Gründling (Gobio gobio) und Gobio macrocephalus, dringen auch ins Brackwasser vor.

## Merkmale
Die Vertreter der Gattung haben einen gestreckten, nur wenig abgeflachten meist nahezu zylindrischen Körper. Das deutlich unterständige Maul hat schmale und weiche Lippen. Ein Paar Barteln ist immer vorhanden. Die zahnlosen Kiefer sind stumpf und ohne Hornbelag. Alle Arten verfügen über zwei Reihen Schlundzähne, von denen die erste in der Regel mit fünf, die zweite Reihe mit zwei oder drei Zähnen besetzt ist. Die zylindrisch geformten Schlundzähne sind mit spitz zulaufenden hakenförmigen Spitzen ausgestattet, die Mahlflächen sind reduziert. Die Kiemenreuse wird von nur wenigen kurzen aber kräftigen und deutlich separierten Fortsätzen gebildet. Fest sitzende Schuppen bedecken den größten Teil des Körpers, wobei die Beschuppung der Brust großer Variabilität unterliegt. Gewöhnlich wird die Rückenflosse von sieben geteilten Weichstrahlen gestützt, eine Art verfügt auch über acht oder seltener neun Strahlen. Die Afterflosse hat sechs geteilte Weichstrahlen. Die Schwanzflosse ist deutlich eingekerbt. Entlang der geraden und vollständig ausgeprägten Seitenlinie tragen Gobio 36 bis 51 Schuppen.

## Arten
- Gobio acutipinnatus Men'shikov, 1939
- Gobio alverniae Kottelat & Persat, 2005
- Gobio artvinicus Turan et al., 2016
- Gobio baliki Turan et al., 2017
- Gobio banarescui Dimovski & Grupche, 1974
- Gobio battalgilae Naseka, Erk'akan & Küçük, 2006
- Gobio brevicirris Fowler, 1976
- Gobio bulgaricus Drensky, 1926
- Gobio carpathicus Vladykov, 1925
- Gobio coriparoides Nichols, 1925
- Gobio cynocephalus Dybowski, 1869
- Gobio delyamurei Freyhof & Naseka, 2005
- Gobio fahrettini Turan et al., 2018
- Gobio feraeensis Stephanidis, 1973
- Gobio fushun Xie, Li & Xie, 2007
- Gründling (Gobio gobio) (Linnaeus, 1758)
- Gobio hettitorum Ladiges, 1960
- Gobio holurus Fowler, 1976
- Gobio huanghensis Luo, Le & Chen, 1977
- Gobio insuyanus Ladiges, 1960
- Gobio kizilirmakensis Turan et al., 2016
- Gobio kovatschevi Chichkoff, 1937
- Gobio krymensis Bănărescu & Nalbant, 1973
- Gobio kubanicus Vasil'eva, 2004
- Gobio lingyuanensis Mori, 1934
- Gobio lozanoi Doadrio & Madeira, 2004
- Gobio macrocephalus Mori, 1930
- Gobio maeandricus Naseka, Erk'akan & Küçük, 2006
- Gobio meridionalis Xu, 1987
- Gobio obtusirostris Valenciennes, 1842
- Gobio occitaniae Kottelat & Persat, 2005
- Gobio ohridanus Karaman, 1924
- Gobio rivuloides Nichols, 1925
- Gobio sakaryaensis Turan, Ekmekçi, Lusková & Mendel, 2012
- Gobio sibiricus Nikolskii, 1936
- Skadar-Gründling (Gobio skadarensis) Karaman, 1937
- Soldators Gründling (Gobio soldatovi) Berg, 1914
- Gobio volgensis Vasil'eva, Mendel, Vasil'ev, Lusk & Lusková, 2008

## Belege
1. ↑  Gobio macrocephalus auf Fishbase.org (englisch)
2. ↑  Petru M. Bănărescu: The Freshwater Fishes of Europe, Aula-Verlag, Wiebelsheim 1999, ISBN 3-89104-044-X. (Volume 5. Cyprinidae 2, Part I: Rhodeus to Capoeta) S. 33–36